# Ulrich Krebs

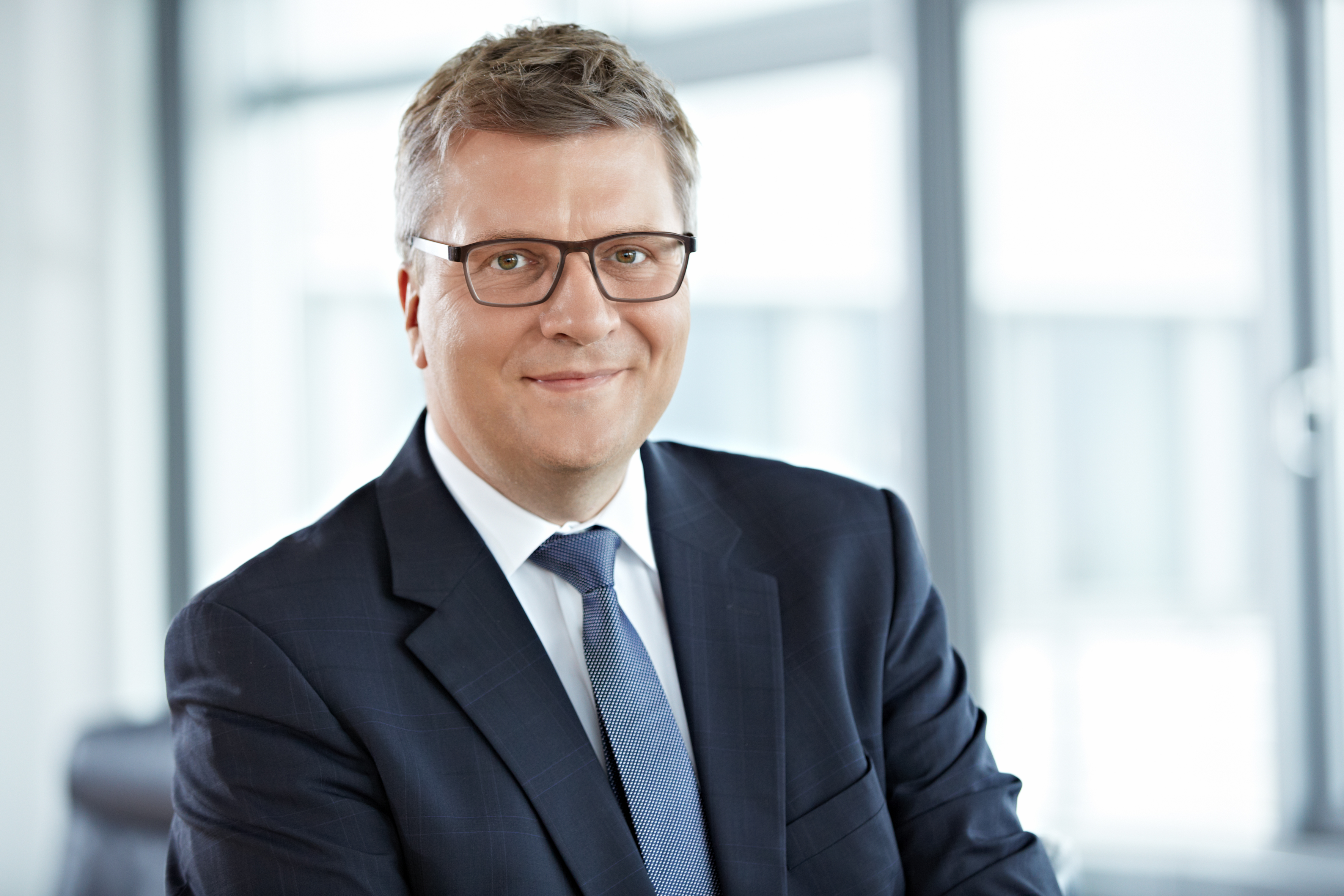
Ulrich Krebs, 2014

Ulrich Krebs (* 19. Juni 1968 in Frankfurt am Main) ist ein hessischer Politiker (CDU) und seit dem 9. Mai 2006 Landrat des Hochtaunuskreises.

## Ausbildung und Beruf
Ulrich Krebs wuchs in Eppstein-Bremthal auf und machte 1987 Abitur an der Bischof-Neumann-Schule in Königstein im Taunus. Nach dem Abitur absolvierte er seinen Wehrdienst beim Nachschubbataillon 2 in Kassel und Wolfhagen. Danach studierte er Mittlere und Neuere Geschichte mit den Nebenfächern Alte Geschichte und Rechtswissenschaft an der Universität Bonn und der Goethe-Universität in Frankfurt am Main. Das Studium schloss er 1996 mit dem Magisterexamen mit Auszeichnung ab.
In der Zeit von 1997 bis 1999 arbeitete er als Persönlicher Referent und Büroleiter des damaligen Landrats Jürgen Banzer in Bad Homburg vor der Höhe.

## Politik
Von 1993 bis 1998 war Ulrich Krebs stellvertretender und von 1998 bis 2005 Vorsitzender der CDU-Kreistagsfraktion im Kreistag des Main-Taunus-Kreises. Sein besonderes Engagement galt dort der Schulentwicklung sowie nachhaltiger Finanz-, Krankenhaus- und Sozialpolitik.
Seit Herbst 1999 war Krebs Erster Stadtrat von Flörsheim am Main, bevor er 2001 dort zum Bürgermeister gewählt wurde.
Ulrich Krebs ist seit dem 9. Mai 2006 direkt gewählter Landrat des Hochtaunuskreises. Er gewann die Direktwahl am 26. März 2006 im ersten Wahlgang mit 56,4 Prozent der Stimmen und wurde damit Nachfolger von Jürgen Banzer, der vorher als Justizminister in die hessische Landesregierung berufen wurde. Siehe hierzu: Wahlen im Hochtaunuskreis. Nach seiner ersten Amtszeit wurde Krebs in der Landratswahl am 22. Januar 2012 mit 63,3 Prozent der Stimmen wiedergewählt. Am 28. Januar 2018 wurde er mit 57,3 % der Stimmen im ersten Wahlgang wiedergewählt. Die Kandidatin der Grünen, Ellen Enslin, erreichte 27,4 Prozent. Die Politikerin war bereits 2006 gegen Ulrich Krebs angetreten. Der Kandidat der FDP, Holger Grupe, bekam bei seiner ersten Landratskandidatur 15,3 Prozent der Stimmen.
Im September 2023 wurde Krebs mit 87 Prozent der Stimmen als Landratskandidat für die CDU nominiert; mit 67,1 Prozent der Stimmen wurde er im Januar 2024 für eine vierte, konsekutive Amtszeit bestätigt.

### Schulen
Krebs hat das bereits unter seinem Amtsvorgänger begonnene Schulbauprogramm des Hochtaunuskreises fortgeführt. In seiner Amtszeit wurden unter anderem die Neubauten der Philipp-Reis-Schule (Friedrichsdorf) und des Gymnasiums Oberursel verwirklicht. Mit einem Investitionsvolumen von rund 70 Mio. Euro (Philipp-Reis-Schule) und rund 60 Mio. Euro (Gymnasium Oberursel) sind diese beiden Baumaßnahmen die bislang größten Einzelmaßnahmen im Schulbaubereich, die der Hochtaunuskreis je umgesetzt hat. Aufgrund seiner besonderen architektonischen Qualität wurde der Neubau des Gymnasiums Oberursel Anfang 2013 durch den Bund Deutscher Architekten mit der Johann-Wilhelm-Lehr-Plakette ausgezeichnet. Im März 2015 bekam Krebs für die Schulbauinitiative „Schulen für das 21. Jahrhundert“ die BDA-Auszeichnung für Baukultur in Hessen 2014/2015 im Deutschen Architekturmuseum (DAM) in Frankfurt am Main überreicht.

### Krankenhäuser
Als Landrat des Hochtaunuskreises ist Krebs zugleich Aufsichtsratsvorsitzender der kreiseigenen Hochtaunus-Kliniken gGmbH. Unter seiner Verantwortung wurde 2007 der Neubau der Kliniken an den Standorten Bad Homburg und Usingen beschlossen. Die Neubauten wurden  in den Jahren 2011 bis 2013 im Rahmen eines PPP-Projektes errichtet. Das Land Hessen förderte die Investition aufgrund ihres innovativen Charakters mit Mitteln in Höhe von 70 Mio. Euro. Als Träger der Hochtaunus-Kliniken hat der Hochtaunuskreis die übrige Finanzierung durch Bürgschaften sichergestellt und sich zugleich für den Erhalt der Hochtaunus-Kliniken in öffentlicher Trägerschaft ausgesprochen. Die beiden Klinikneubauten sind Anfang  2014 in Betrieb gegangen.

### Mobilität
Die Verbesserung des Regionalverkehrs bildet einen Schwerpunkt der politischen Interessen von Ulrich Krebs.

#### Taunusbahn
Krebs, der seit Juni 2013 die Position des stellvertretenden Aufsichtsratsvorsitzenden des Rhein-Main-Verkehrsverbunds innehatte, wurde im Dezember 2022 zeitgleich mit der Einführung von Wasserstoffzügen als Triebfahrzeuge für die Taunusbahn zum Aufsichtsratsvorsitzenden gewählt. Als Verbandsvorsitzender des Verkehrsverbandes Hochtaunus hatte er sich zuvor aktiv für diese Innovation im Bahnverkehr eingesetzt. Der Wechsel auf die Wasserstoff-Technologie führte zu Mobilitätseinschränkungen, da zum Fahrplanwechsel im Dezember 2022 nur sechs der 27 bestellten Züge ausgeliefert wurden, und diese nicht einsatzbereit waren. Im September 2023 fehlten noch sechs Wasserstoffzüge.
Als sich die Verfügbarkeit der Triebfahrzeuge verbesserte, fehlten der Regionalverkehre Start Deutschland GmbH Triebfahrzeugführer; die Presse berichtete von einer Kündigungswelle und einem hohen Krankenstand. Krebs reagierte im August 2023 mit der Forderung, die Taunusbahn priorisiert zu besetzen, „auch wenn dafür auf anderen Strecken Engpässe hingenommen werden müssen“. Im September 2023 kam es in angrenzenden Regionen vermehrt zu Ausfällen, der RMV vergab daraufhin den Betrieb der Linie RB 11 an die S-Bahn Rhein-Main.
Die Verflechtung von Krebs als gleichzeitiger Auftraggeber und Auftragnehmer führte zu Kritik aus anderen Kreistagsfraktionen.
Auch knapp zwei Jahre nach Einführung der Wasserstoffzüge wurde kein stabiler Betrieb erreicht; im September 2024 wurde ein unbefristeter Notfahrplan mit Diesel-Reisebussen eingerichtet.

#### Verlängerung der S5
Der Kreistag des Hochtaunuskreises beschloss am 18. Mai 2015 einstimmig die Verlängerung der S5 von Friedrichsdorf nach Usingen, zum Fahrplanwechsel im Dezember 2019. Krebs legte im Februar 2020 persönlich die Unterlagen für das Planfeststellungsverfahren beim Regierungspräsidium Darmstadt vor. Stand September 2023 gelang es dem VHT unter Krebs’ Führung nicht, den Vorgang voranzutreiben; im Sommer 2023 wurden erneut unvollständige Unterlagen vorgelegt.
Im August 2024 wurde dem Verkehrsverband Hochtaunus das Baurecht erteilt; ein Kosten- und Zeitplan soll noch im Herbst 2024 veröffentlicht werden, die ersten S-Bahnen bis Usingen sollen spätestens 2029 fahren.

#### PPR-Kreuzung
Im November 2012 verhinderten Bad Homburger Stadtverordnete ein Planfeststellungsverfahren zur Untertunnelung der Peters-Pneu-Renova-Kreuzung, die den Hintertaunus mit Frankfurt am Main verbindet. Krebs erwog daraufhin, der Stadt Bad Homburg die Planungshoheit zu entziehen, und bezeichnete den Tunnel als „eines der wichtigsten Projekte im Hochtaunuskreis“.

#### Seilbahn
2019 eruierte Krebs Seilbahnprojekte als Ergänzung des öffentlichen Personennahverkehrs im Taunus, um Oberursel mit dem Feldberg zu verbinden, vergleichbar mit der Seilbahn Koblenz.
Im Wahlkampf 2023 stellte Krebs erneut seine Vision einer Seilbahn vor.

## Sonstige Ämter
Krebs ist (im Wechsel mit Michael Cyriax, dem Landrat des Main-Taunus-Kreises) Vorsitzender des Verwaltungsrates der Taunus Sparkasse. Turnusgemäß hat Krebs in den Jahren 2015 und 2016 wieder den Vorsitz inne.
Krebs ist Vorsitzender des Finanzausschusses des Hessischen Landkreistages, der die gemeinsamen Interessen der 21 hessischen Landkreise gegenüber Land und Bund, aber auch im Verhältnis zu Städten und Gemeinden vertritt. Gleichzeitig ist Krebs Mitglied des Finanzausschusses des Deutschen Landkreistages.
In zahlreichen regionalen Verbünden und Gesellschaften arbeitet Krebs zudem seit Jahren für die Interessen des Hochtaunuskreises in der Rhein-Main-Region und für eine engere regionale Zusammenarbeit. So ist Krebs Aufsichtsratsvorsitzender der IVM GmbH (Integriertes Verkehrs- und Mobilitätsmanagement Region Frankfurt RheinMain), Vorsitzender des Zweckverbandes „Naturpark Taunus“ (bis 2013 „Naturpark Hochtaunus“) und im Oktober 2015 den Vorsitz der Arbeitsgemeinschaft (AG) Hessischer Naturparkträger übernommen. Mittlerweile hat er den Vorsitz im Aufsichtsrat von Oberbürgermeister a. D. Peter Feldmann (SPD) übernommen.
Krebs war außerdem von 2011 bis 2013 Vorsitzender des Kulturausschusses der Gemeinnützigen Kulturfonds Frankfurt RheinMain GmbH. Zweck des Kulturfonds ist die Förderung von Kultur und Kunst in der Region Frankfurt-Rhein-Main. Gesellschafter des Kulturfonds sind die Städte Frankfurt, Darmstadt, Wiesbaden und Hanau sowie der Main-Taunus-Kreis, der Hochtaunuskreis und das Land Hessen. Die Gesellschaft hat ihren Sitz in Bad Homburg v. d. Höhe.

## Belege
1. ↑  So hat der Hochtaunuskreis gewählt; in: Frankfurter Rundschau vom 28. Januar, online
2. ↑  CDU nominiert Krebs mit 87 Prozent. In: fr.de. 17. September 2023, abgerufen am 23. September 2023.
3. ↑  Klarer Sieg für Amtsinhaber Krebs bei Landratswahl im Hochtaunuskreis. In: fr.de. 28. Januar 2024, abgerufen am 17. September 2024.
4. ↑  BdA Hessen
5. ↑  Mit privatem Partner 200 Millionen Vorteil; in FAZ vom 8. Februar 2011, Seite 41
6. ↑  Hochtaunus-Kliniken: Usinger Klinik erfolgreich umgezogen (Memento vom 8. Dezember 2015 im Internet Archive), hochtaunus-kliniken.de, 22. Februar 2014, abgerufen am 3. April 2014
7. ↑  Ulrich Krebs - Statements. In: ulrichkrebs.de. 14. Mai 2023, abgerufen am 10. September 2023.
8. ↑  Aufsichtsrat wählt neuen Vorsitzenden. In: rmv.de. 15. Dezember 2022, abgerufen am 23. Juli 2023.
9. ↑  Verkehrsverband Hochtaunus. In: taunusbahn.de. 26. Juli 2023, abgerufen am 26. Juli 2023.
10. ↑  Hochtaunus-Landrat Ulrich Krebs setzt auf Wasserstoffzüge. In: mittelhessen.de. 27. August 2020, abgerufen am 18. Juni 2023.
11. ↑  Statt mit Wasserstoff fahren die Züge wieder mit Diesel. In: faz.net. 18. Februar 2023, abgerufen am 10. September 2023.
12. ↑  Hessen: „Wir bleiben von der Wasserstofftechnologie überzeugt“. In: Frankfurter Rundschau. 16. Februar 2023, abgerufen am 10. September 2023.
13. ↑  Taunusbahn fehlen immer noch Wasserstoffzüge. In: fr.de. 22. September 2023, abgerufen am 23. September 2023.
14. ↑  Der Flop mit der weltgrößten Flotte an Wasserstoffzügen. In: faz.net. 5. Juni 2023, abgerufen am 10. September 2023.
15. ↑  Hoher Krankenstand und Kündigungen. In: taunus-nachrichten.de. 10. Mai 2023, abgerufen am 10. September 2023.
16. ↑  Wasserstoffzüge brauchen Busse als Unterstützung. In: faz.net. 2. August 2023, abgerufen am 10. September 2023.
17. ↑  Stundenlang keine Verbindung. In: faz.net. 8. September 2023, abgerufen am 10. September 2023.
18. ↑  S-Bahn RheinMain betreibt ab 25. September temporär Regionalbahnlinie RB11. Rhein-Main-Verkehrsverbund, 17. September 2023, archiviert vom Original am 17. September 2023; abgerufen am 17. September 2023.
19. ↑  Baustelle ist Grund für Zugausfälle. In: fr.de. 11. September 2023, abgerufen am 23. September 2023.
20. ↑  RB 15 - Notfahrplan ab 18.9.2024. In: start-klar.net. 17. September 2024, abgerufen am 17. September 2024.
21. ↑  "Nicht akzeptabel": Notfahrplan im Taunusnetz wegen fehlender Wasserstoffzüge. In: tagesschau.de. 17. September 2024, abgerufen am 17. September 2024.
22. ↑  Da schlägt das Herz mit Faktor 7. In: fnp.de. 19. Mai 2015, abgerufen am 23. September 2023.
23. ↑  VHT hat Planfeststellungsunterlagen beim Regierungspräsidium eingereicht. In: Pressemitteilung des Hochtaunuskreises, Kreisausschuss Presse- und Öffentlichkeitsarbeit, Ehrungen und Orden. 28. Februar 2020, abgerufen am 23. September 2023.
24. ↑  Elektrifizierung verzögert sich. In: fr.de. 27. Juni 2023, abgerufen am 23. September 2023.
25. ↑  RP genehmigt Elektrifizierung und Ausbau der Taunusbahn. In: Regierungspräsidium Darmstadt. 29. August 2024, abgerufen am 17. September 2024.
26. ↑  Bedauern statt Beschimpfung nach dem Nein. In: faz.net. 9. November 2012, abgerufen am 23. September 2023./
27. ↑  Kampf um die Planungshoheit. In: fr.de. 20. Januar 2019, abgerufen am 23. September 2023.
28. ↑  Interview mit Ulrich Krebs: „Eine Seilbahn wäre eine regionale Attraktion“. In: faz.net. 27. Januar 2019, abgerufen am 28. Juni 2023.
29. ↑  Mobilität. In: ulrichkrebs.de. 3. Oktober 2023, abgerufen am 17. September 2024.

| Personendaten    | Personendaten                                            |
| ---------------- | -------------------------------------------------------- |
| NAME             | Krebs, Ulrich                                            |
| KURZBESCHREIBUNG | deutscher Politiker (CDU), Landrat des Hochtaunuskreises |
| GEBURTSDATUM     | 19. Juni 1968                                            |
| GEBURTSORT       | Frankfurt am Main                                        |